# La Cañada Flintridge
La Cañada Flintridge é uma cidade localizada no estado americano da Califórnia, no Condado de Los Angeles. Foi incorporada em 30 de novembro de 1976.

## Geografia
De acordo com o United States Census Bureau, a cidade tem uma área de 22,4 km², onde 22,3 km² estão cobertos por terra e 0,1 km² por água.

### Localidades na vizinhança
O diagrama seguinte representa as localidades num raio de 16 km ao redor de La Canada Flintridge.

## Demografia
Segundo o censo nacional de 2010, a sua população é de 20 246 habitantes e sua densidade populacional é de 905,80 hab/km². Possui 7 089 residências, que resulta em uma densidade de 317,16 residências/km².